# Йоан Павел II (полуостров)
Полуостров Йоан Павел II (на английски: Ioannes Paulus II Peninsula) е ледников полуостров, намиращ се в северната част на остров Ливингстън. Координатите му са: 62°31′43″ ю. ш. 60°45′58″ з. д. / 62.528611° ю. ш. 60.766111° з. д..
От източната страна на полуострова се намира заливът Хироу, а от западната – заливът Бъркли. Дължината му е 12,8 км в посока юг – север, а широчината му е 8,5 км.
Полуостров Йоан Павел II е картографиран от британски географи през 1822 г. и 1968 г., от чилийски – през 1966 г., от аржентински – през 1980 г. и от български – през 2005 и 2009 г.
Наименуван на папа Йоан Павел II (1920 – 2005) заради огромните му заслуги за световния мир и за разбирателството между хората. Името е официално дадено на 11 април 2005 г. от Комисията по антарктическите наименования, след което е официално утвърдено от президента на Републиката съгласно Българската конституция и установената международна практика.

## Карти
- L.L. Ivanov et al. Antarctica: Livingston Island and Greenwich Island, South Shetland Islands. Scale 1:100000 topographic map. Sofia: Antarctic Place-names Commission of Bulgaria, 2005.
- L.L. Ivanov. Antarctica: Livingston Island and Greenwich, Robert, Snow and Smith Islands. Scale 1:120000 topographic map. Troyan: Manfred Wörner Foundation, 2009. ISBN 978-954-92032-6-4